# Boby na Zimních olympijských hrách 1932
Boby na olympiádě v Lake Placid.

## Medailové pořadí zemí
| Pořadí | Země                         | Zlato | Stříbro | Bronz | Celkově |
| ------ | ---------------------------- | ----- | ------- | ----- | ------- |
| 1.     | Spojené státy americké (USA) | 2     | 1       | 1     | 4       |
| 2.     | Švýcarsko (SUI)              | 0     | 1       | 0     | 1       |
| 3.     | Německo (GER)                | 0     | 0       | 1     | 1       |
|        | Celkem                       | 2     | 2       | 2     | 6       |

## Medailisté

### Muži
| Disciplína | Zlato                                                                                  | Výkon   | Stříbro                                                                                         | Výkon   | Bronz                                                                       | Výkon   |
| ---------- | -------------------------------------------------------------------------------------- | ------- | ----------------------------------------------------------------------------------------------- | ------- | --------------------------------------------------------------------------- | ------- |
| dvojbob    | Spojené státy americké (USA) · Hubert Stevens · Curtis Stevens                         | 8:14,74 | Švýcarsko (SUI) · Reto Capadrutt · Oscar Geier                                                  | 8:16,28 | Spojené státy americké (USA) · John Heaton · Robert Minton                  | 8:29,15 |
| čtyřbob    | Spojené státy americké (USA) · Billy Fiske · Eddie Eagan · Clifford Grey · Jay O'Brien | 7:53,68 | Spojené státy americké (USA) · Henry Homburger · Percy Bryant · Francis Stevens · Edmund Horton | 7:55,70 | Německo (GER) · Hanns Kilian · Max Ludwig · Hans Mehlhorn · Sebastian Huber | 8:00,04 |